# Campeonato Mundial de Motocross de 2013
O Campeonato Mundial de Motocross de 2013 foi a 57º edição do evento de motocross. Começou em fevereiro em Losail no Qatar, com final em setembro de 2013 no Etapa da Europa. O campeonato ocorre com 18 etapas mundiais. O campeão foi o italiano Tony Cairoli.

## Calendario 2013
Calendario de 2013. O MXGP do Mexico, foi cancelado.
| Rodada | Data        | Grand Prix     | Local          | Vencedor Corrida 1  | Vencedor Corrida 2  | Vencedor da Etapa |
| MX1    | MX1         | MX1            | MX1            | MX1                 | MX1                 | MX1               |
| ------ | ----------- | -------------- | -------------- | ------------------- | ------------------- | ----------------- |
| 1      | 2 March     | Catar          | Losail         | Clément Desalle     | Tony Cairoli        | Clément Desalle   |
| 2      | 10 March    | Tailândia      | Si Racha       | Tony Cairoli        | Tony Cairoli        | Tony Cairoli      |
| 3      | 1 April     | Países Baixos  | Valkenswaard   | Tony Cairoli        | Ken De Dycker       | Tony Cairoli      |
| 4      | 14 April    | Itália         | Arco di Trento | Tony Cairoli        | Tony Cairoli        | Tony Cairoli      |
| 5      | 21 April    | Bulgária       | Sevlievo       | Gautier Paulin      | Tony Cairoli        | Gautier Paulin    |
| 6      | 5 May       | Portugal       | Águeda         | Gautier Paulin      | Tony Cairoli        | Gautier Paulin    |
| 7      | 19 May      | Brasil         | Beto Carrero   | Tony Cairoli        | Tony Cairoli        | Tony Cairoli      |
| 8      | 9 June      | França         | Ernée          | Gautier Paulin      | Tony Cairoli        | Tony Cairoli      |
| 9      | 16 June     | Itália         | Maggiora       | Clément Desalle     | Gautier Paulin      | Gautier Paulin    |
| 10     | 30 June     | Suécia         | Uddevalla      | Tony Cairoli        | Tony Cairoli        | Tony Cairoli      |
| 11     | 7 July      | Letônia        | Ķegums         | Ken De Dycker       | Tony Cairoli        | Tony Cairoli      |
| 12     | 14 July     | Finlândia      | Hyvinkää       | Tony Cairoli        | Tony Cairoli        | Tony Cairoli      |
| 13     | 28 July     | Alemanha       | Lausitzring    | Clément Desalle     | Tony Cairoli        | Tony Cairoli      |
| 14     | 4 August    | Chéquia        | Loket          | Clément Desalle     | Clément Desalle     | Clément Desalle   |
| 15     | 18 August   | Bélgica        | Bastogne       | Tony Cairoli        | Clément Desalle     | Clément Desalle   |
| 16     | 25 August   | Reino Unido    | Winchester     | Tony Cairoli        | Clément Desalle     | Clément Desalle   |
| 17     | 8 September | União Europeia | Lierop         | Shaun Simpson       | Tony Cairoli        | Shaun Simpson     |
| MX2    |             |                |                |                     |                     |                   |
| 1      | 2 March     | Catar          | Losail         | Jeffrey Herlings    | Jeffrey Herlings    | Jeffrey Herlings  |
| 2      | 10 March    | Tailândia      | Si Racha       | Jeffrey Herlings    | Jeffrey Herlings    | Jeffrey Herlings  |
| 3      | 1 April     | Países Baixos  | Valkenswaard   | Jeffrey Herlings    | Jeffrey Herlings    | Jeffrey Herlings  |
| 4      | 14 April    | Itália         | Arco di Trento | Jeffrey Herlings    | Jeffrey Herlings    | Jeffrey Herlings  |
| 5      | 21 April    | Bulgária       | Sevlievo       | Jeffrey Herlings    | Jeffrey Herlings    | Jeffrey Herlings  |
| 6      | 5 May       | Portugal       | Águeda         | Jeffrey Herlings    | Jeffrey Herlings    | Jeffrey Herlings  |
| 7      | 19 May      | Brasil         | Beto Carrero   | Jeffrey Herlings    | José Butrón         | Jeffrey Herlings  |
| 8      | 9 June      | França         | Ernée          | Jeffrey Herlings    | Jeffrey Herlings    | Jeffrey Herlings  |
| 9      | 16 June     | Itália         | Maggiora       | Jeffrey Herlings    | Jeffrey Herlings    | Jeffrey Herlings  |
| 10     | 30 June     | Suécia         | Uddevalla      | Christophe Charlier | Jeffrey Herlings    | Jeffrey Herlings  |
| 11     | 7 July      | Letônia        | Ķegums         | Jeffrey Herlings    | Jeffrey Herlings    | Jeffrey Herlings  |
| 12     | 14 July     | Finlândia      | Hyvinkää       | Jeffrey Herlings    | Jeffrey Herlings    | Jeffrey Herlings  |
| 13     | 28 July     | Alemanha       | Lausitzring    | Jeffrey Herlings    | Jeffrey Herlings    | Jeffrey Herlings  |
| 14     | 4 August    | Chéquia        | Loket          | Jeffrey Herlings    | Jeffrey Herlings    | Jeffrey Herlings  |
| 15     | 18 August   | Bélgica        | Bastogne       | Dean Ferris         | Dean Ferris         | Dean Ferris       |
| 16     | 25 August   | Reino Unido    | Winchester     | Dean Ferris         | Christophe Charlier | Glenn Coldenhoff  |
| 17     | 8 September | União Europeia | Lierop         | Jeffrey Herlings    | Jeffrey Herlings    | Jeffrey Herlings  |
| MX3    |             |                |                |                     |                     |                   |
| 1      | 1 April     | Países Baixos  | Valkenswaard   | Mike Kras           | Gert Krestinov      | Gert Krestinov    |
| 2      | 5 May       | Bulgária       | Troyan         | Matthias Walkner    | Matthias Walkner    | Matthias Walkner  |
| 3      | 26 May      | Ucrânia        | Bilhorod       | Matthias Walkner    | Martin Michek       | Matthias Walkner  |
| 4      | 2 June      | Croácia        | Jastrebarsko   | Cancelled           | Cancelled           | Cancelled         |
| 5      | 9 June      | Eslovênia      | Orehova Vas    | Klemen Gerčar       | Gert Krestinov      | Klemen Gerčar     |
| 6      | 16 June     | Itália         | Maggiora       | Martin Michek       | Matthias Walkner    | Klemen Gerčar     |
| 7      | 21 July     | Ucrânia        | Chernivtsi     | František Smola     | Martin Michek       | Martin Michek     |
| 8      | 4 August    | Brasil         | Macaé City     | Cancelled           | Cancelled           | Cancelled         |
| 9      | 25 August   | Reino Unido    | Winchester     | Klemen Gerčar       | Shane Carless       | Klemen Gerčar     |
| 10     | 1 September | Chéquia        | Pacov          | Florent Richier     | Matthias Walkner    | Florent Richier   |
| 11     | 8 September | Eslováquia     | Senkvice       | Matthias Walkner    | Florent Richier     | Frantisek Smola   |